# 桃太郎 (トマト)
桃太郎（ももたろう）はタキイ種苗が販売するトマトの品種・商品名。

## 特徴
大玉のピンク系トマトで、樹上完熟させて出荷されるため流通段階で傷まない硬い果実などの特徴を持つ。2010年（平成22年）時点で派生種を含めて22品種・国内シェア70％を占めており、専ら生食される。また、各地で生産されているフルーツトマトの多くに桃太郎系の品種が使われている。
1960年代の高度経済成長に伴い、従来は都市近郊にあった農作物の産地が遠くなったことで完熟前に収穫されて「トマトが不味くなった」と言われるようになったため12年をかけて開発された品種で、1985年（昭和60年）から発売された。
「桃太郎」という名前は「誰もが知っている、フルーツ感覚の名前にしたい」という考えから付けられた。

## 岡山県産桃太郎トマトの日
桃太郎を開発したタキイ種苗は京都の種苗会社だが、桃太郎といえば岡山であるということからJA全農おかやまが2010年に10月10日を「岡山県産桃太郎ト(10)マト(10)の日」と日本記念日協会に申請し認定された。